# 와타나베 소타
와타나베 소타(일본어: 渡邉 颯太, 2002년 3월 1일~)는 일본의 축구 선수이다.

## 구단 경력
그는 2024년 J3리그의 기라반츠 기타큐슈에 입단했다.